# Bitis rubida
Bitis rubida är en ormart som beskrevs av Branch 1997. Bitis rubida ingår i släktet Bitis och familjen huggormar. Inga underarter finns listade.
Arten är bara känd från ett naturreservat i västra Sydafrika. Området är en bergstrakt.